# Élections sénatoriales de 2004 dans la Haute-Vienne
Les élections sénatoriales en Haute-Vienne ont eu lieu le dimanche 26 septembre 2004. Elles ont eu pour but d'élire les sénateurs représentant le département au Sénat pour un mandat de dix années.

## Contexte départemental
Lors des élections sénatoriales du 24 septembre 1995 en Haute-Vienne, deux sénateurs PS ont été élus, Jean-Pierre Demerliat et Jean-Claude Peyronnet.
Depuis, tous les effectifs du collège électoral des grands électeurs ont été renouvelés, avec les élections législatives françaises de 2002, les élections régionales françaises de 2004, les élections cantonales de 2001 et 2004 et les élections municipales françaises de 2001.

## Sénateurs sortants
| Sénateur | Sénateur              | Parti | Fonctions lors de l'élection en 1995                                 |
| -------- | --------------------- | ----- | -------------------------------------------------------------------- |
|          | Jean-Pierre Demerliat | PS    | Sénateur sortant, maire de Saint-Martin-le-Vieux                     |
|          | Jean-Claude Peyronnet | PS    | Président du conseil général, président de la CC des monts de Châlus |

## Présentation des candidats et des suppléants
Les nouveaux représentants sont élus pour une législature de 10 ans au suffrage universel indirect par les 900 grands électeurs du département. En Haute-Vienne, les sénateurs sont élus au scrutin majoritaire à deux tours. Leur nombre reste inchangé, 2 sénateurs sont à élire. Ils sont 10 candidats dans le département, chacun avec un suppléant.
| T/S | Candidats | Candidats             | Parti | Principale fonction                                                          |
| --- | --------- | --------------------- | ----- | ---------------------------------------------------------------------------- |
| T   |           | Pierre Allard         | ADS   | Conseiller général, maire de Saint-Junien                                    |
| S   |           |                       | ADS   |                                                                              |
| T   |           | Françoise Decan       | PCF   |                                                                              |
| S   |           |                       | PCF   |                                                                              |
| T   |           | Natacha Jacquin       | Verts |                                                                              |
| S   |           |                       | Verts |                                                                              |
| T   |           | Jean-Pierre Demerliat | PS    | Sénateur sortant, maire de Saint-Martin-le-Vieux                             |
| S   |           |                       | PS    |                                                                              |
| T   |           | Jean-Claude Peyronnet | PS    | Sénateur sortant, conseiller général, président de la CC des monts de Châlus |
| S   |           |                       | PS    |                                                                              |
| T   |           | Jean-Pierre Bonneval  | UDF   |                                                                              |
| S   |           |                       | UDF   |                                                                              |
| T   |           | Agnès Coussot         | UDF   |                                                                              |
| S   |           |                       | UDF   |                                                                              |
| T   |           | Alain Blond           | UMP   |                                                                              |
| S   |           |                       | UMP   |                                                                              |
| T   |           | Jean-Marc Gabouty     | UMP   | Conseiller général, maire de Couzeix                                         |
| S   |           |                       | UMP   |                                                                              |
| T   |           | Patricia Gibeau       | FN    |                                                                              |
| S   |           |                       | FN    |                                                                              |

## Résultats
|                | Jean-Claude Peyronnet | PS             | 489 | 55,95  |  |  |
|                | Jean-Pierre Demerliat | PS             | 480 | 54,92  |  |  |
|                | Pierre Allard         | ADS            | 173 | 19,79  |  |  |
|                | Françoise Decan       | PCF            | 158 | 18,08  |  |  |
|                | Jean-Marc Gabouty     | UMP            | 157 | 17,96  |  |  |
|                | Alain Blond           | UMP            | 146 | 16,70  |  |  |
|                | Natacha Jacquin       | Verts          | 28  | 3,20   |  |  |
|                | Jean-Pierre Bonneval  | UDF            | 19  | 2,17   |  |  |
|                | Agnès Coussot         | UDF            | 16  | 1,83   |  |  |
|                | Patricia Gibeau       | FN             | 2   | 0,23   |  |  |
|                |                       |                |     |        |  |  |
| Inscrits       | Inscrits              | Inscrits       | 900 | 100,00 |  |  |
| Abstentions    | Abstentions           | Abstentions    | 11  | 1,22   |  |  |
| Votants        | Votants               | Votants        | 889 | 98,78  |  |  |
| Blancs et nuls | Blancs et nuls        | Blancs et nuls | 15  | 1,69   |  |  |
| Exprimés       | Exprimés              | Exprimés       | 874 | 98,31  |  |  |